# بارس جنوبي دو (عسلوية)
بارس جنوبي دو (بالفارسية: منطقه ویژه پارس جنوبی 2) هي معلم جغرافي تقع في إيران في قسم عسلوية الريفي. يقدر عدد سكانها بـ 14,006 نسمة .